# لژیونر

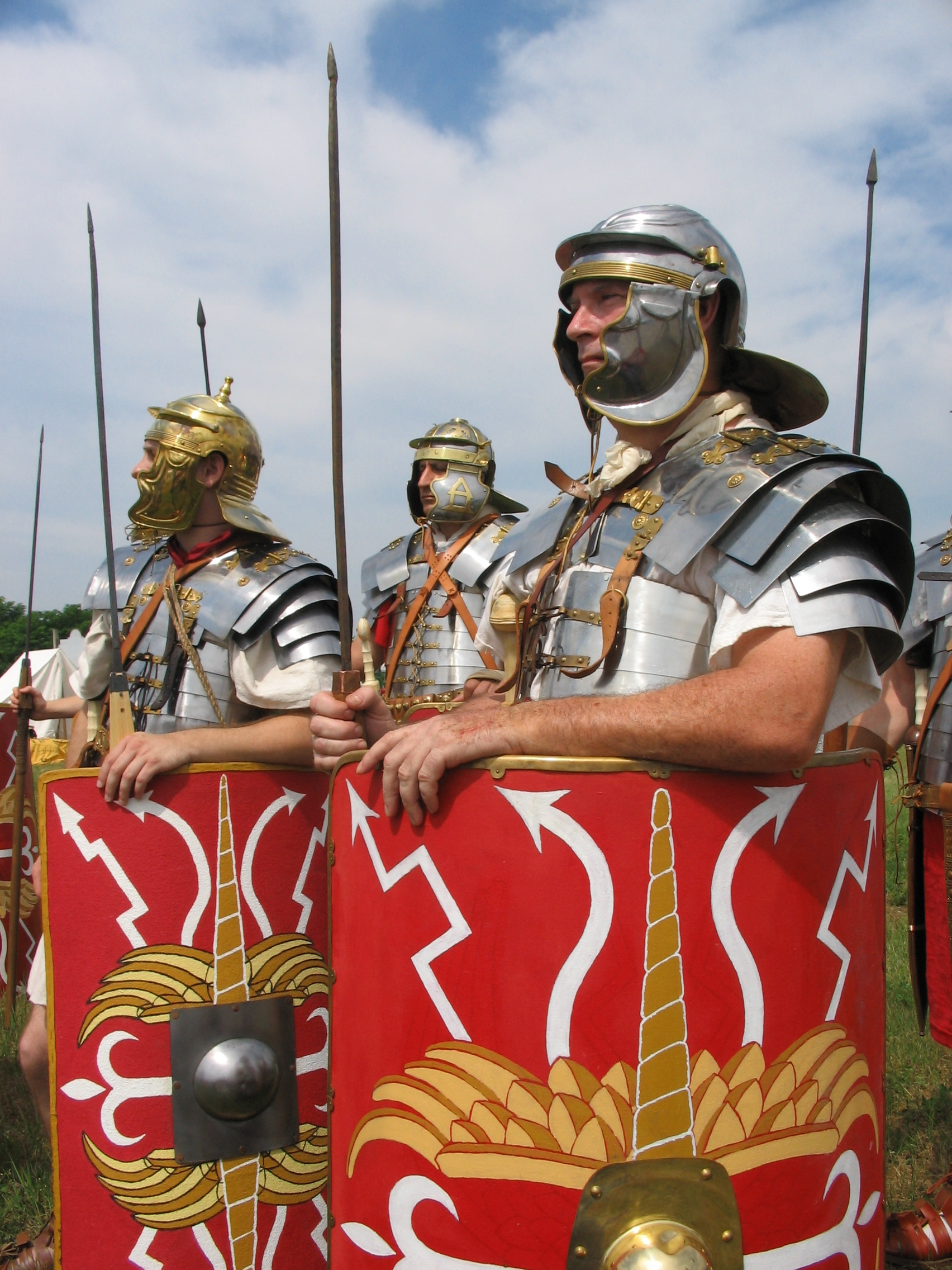
نمونه شبیه‌سازی شده از پوشش لژیونرها

لژیونرها (به فرانسوی: Légionnaire)(در لاتین: legionarius، جمع legionarii) سربازان کارکشته لژیون‌های ارتش روم بودند. این سربازان در کنار گروه‌های کمکی و سواره‌نظام، سرزمین‌ها را در اواخر دوران جمهوری روم و سپس امپراتوری، تسخیر و از آن‌ها در برابر حملات دشمنان دفاع می‌کردند. آنان دستهٔ به‌خصوصی از سربازان روم بودند که همیشه در جنگ‌ها وظیفهٔ طلایه‌دار را داشتند و در خط‌مقدم واقع می‌شدند و برای نزدیک به شش قرن حافظ مرزهای جمهوری روم و امپراتوری روم بودند.
لژیونرهای رومی از شهروندان رومی زیر ۴۵ سال استخدام می‌شدند. در ابتدا آن‌ها بیشتر از ایتالیای روم بودند، اما با گذشت زمان بیشتری آن‌ها از استان‌های دیگر نیز جذب می‌شدند. با انتقال لژیونرها به استان‌های تازه تسخیر شده، آن‌ها به رومی‌سازی جمعیت بومی و ادغام مناطق مختلف امپراتوری روم در یک سیاست کمک می‌کردند. لژیونرها علاوه بر جنگ، بسیاری از زیرساخت‌های امپراتوری روم مانند دیوارها، پل‌ها و جاده‌ها را ایجاد می‌کردند و به عنوان یک نیروی پلیس در استان‌ها خدمت کردند. آن‌ها برای ۲۵ سال خدمت در لژیون ثبت نام می‌کردند و در هنگام بازنشستگی یک قطعه زمین یا پولی معادل آن را دریافت می‌کردند و اغلب به عضوی برجسته از جامعه تبدیل می‌شدند.
لژیونر کلمه‌ای فرانسوی است و به‌طور کلی به بازیکنانی گفته می‌شد که در باشگاه‌هایی به جز باشگاه‌های کشور خود بازی می‌کنند.

## سلاح‌های لژیون
اسلحهٔ لژیون‌ها یکی از سنگین‌ترین اسلحهٔ زمان خود بود و چون بنابر مقتضیات جنگ اسلحهٔ سنگین به‌تنهایی نمی‌تواند وظایف خود را انجام دهد، یک‌دسته از سربازان را با اسلحه‌های سبک در داخل لژیون‌ها جای‌می‌دادند که به‌سرعت بتوانند از لژیون‌ها جداشده و به‌سرعت برگردند و به لژیون بپیوندند؛ اینان وظیفهٔ پیشقراول و مخبر را داشتند. به‌علاوه، در معیت لژیون یک گروهان سرباز فلاخن‌انداز و یک اسواران متصدی حمل‌ونقل در حرکت بودند که در مواقع عقب‌نشینی دشمن را تعقیب می‌کردند و بدین‌وسیله غلبه را تکمیل می‌کردند.
لژیون‌ها از سلاح‌های متفاوتی استفاده می‌کردند که به اقتضای شرایط از آنها بهره می‌جستند.
- هستا(hasta): نوعی نیزه که قبل از درگیری نزدیک به سوی دشمن پرت می‌شد.
- پیلوم(pilum): نوعی نیزه پیشرفته تر از هستا که برد بلندتری داشته.
- گلادیوس: شمشیر دولبه رومی بود که لژیون‌ها در نبرد تن به تن استفاده می‌کردند.
- سپرمستطیل شکل: این سپر بهترین پوشش را برای لژیون‌ها فراهم می‌کرد و با این سلاح می‌توانستند فرم آرکتستودو را اجرا کنند که نوعی دیوار دفاعی در برابر تیرهای دشمنان بود. معروف‌ترین استفاده از این فرم علیه سربازان اشکانی بود که البته چندان مثمر ثمر واقع نشد و رومی‌ها در نبرد حران پیروزی را واگذار کردند.

## تاریخچه

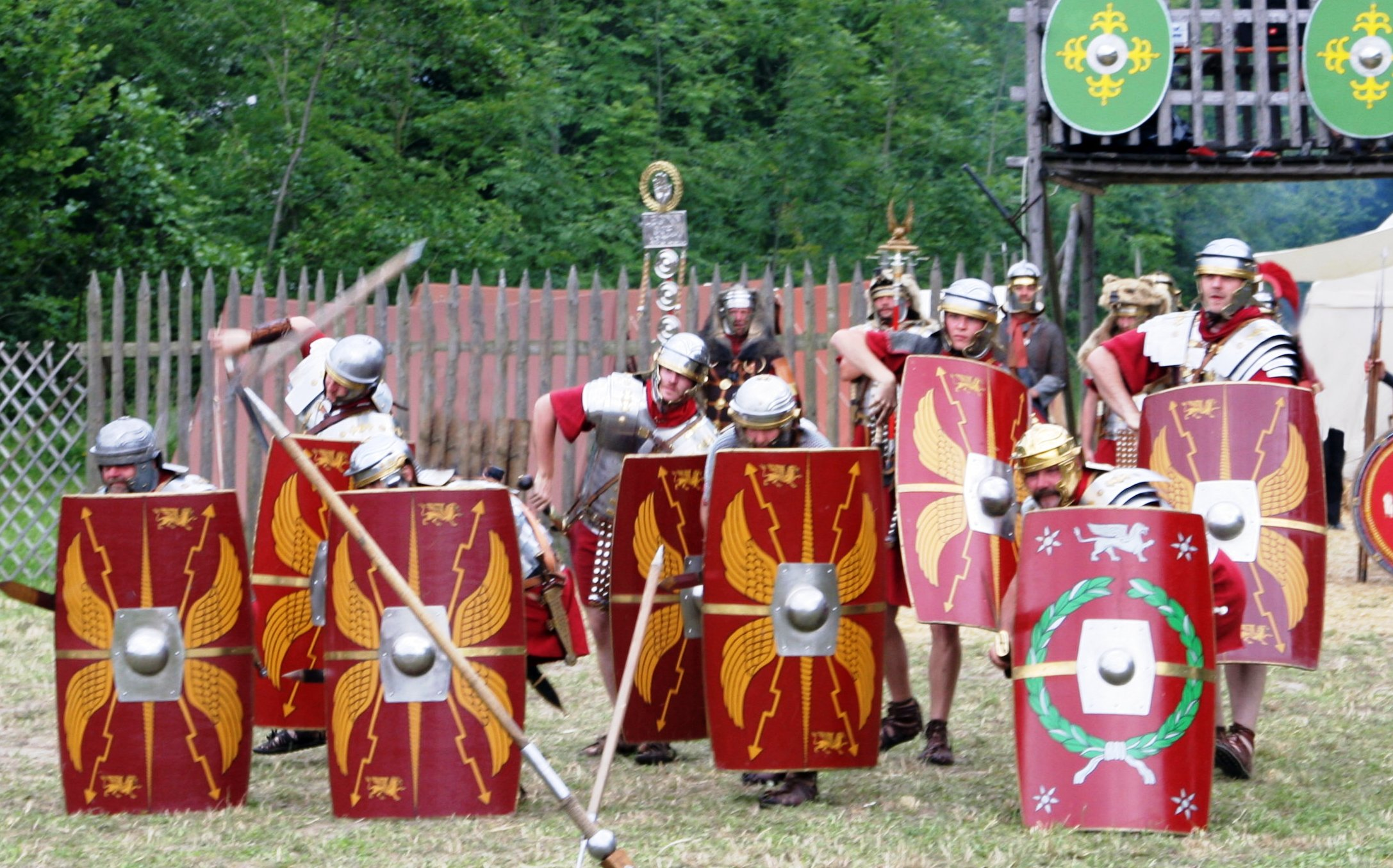
بازسازی دسته ای از لژیون‌ها

### شروع: اصلاحات ماریوس
وقتی گایوس ماریوس در ۱۰۸ قبل از میلاد کنسول شد، روم با ژوگورتا پادشاه نومیدیا در جنگ بود و نیاز به نیروی انسانی بیشتر داشت. ماریوس الزامات دارایی را که برای واجد شرایط بودن رومی‌ها به ارتش استفاده می‌شد، از بین برد و اجازه داد هر شهروند رومی لژیونر شود. پس از جنگ، ماریوس به دنبال حرفه ای سازی و استانداردسازی لژیونر رومی رفت. او آموزش سربازان را بسیار بالا برد و به‌طور یکنواخت آنها را مسلح کرد. روم صاحب نیروی مسلحی شد که دیگر در هر کارزاری نیاز به جمع‌آوری نیرو نبود. او همچنین مزایای بازنشستگی مانند زمین یا پرداخت پولی را به سربازان خود داد، با این حال، از آنجا که لژیونرها به دنبال جوایز و مزایای ژنرال‌های خود بودند، آنها خیلی زود به جای سنای روم به ژنرال‌ها وفادار شدند. این امر در نهایت منجر به پایان جمهوری روم خواهد شد.

### زوال

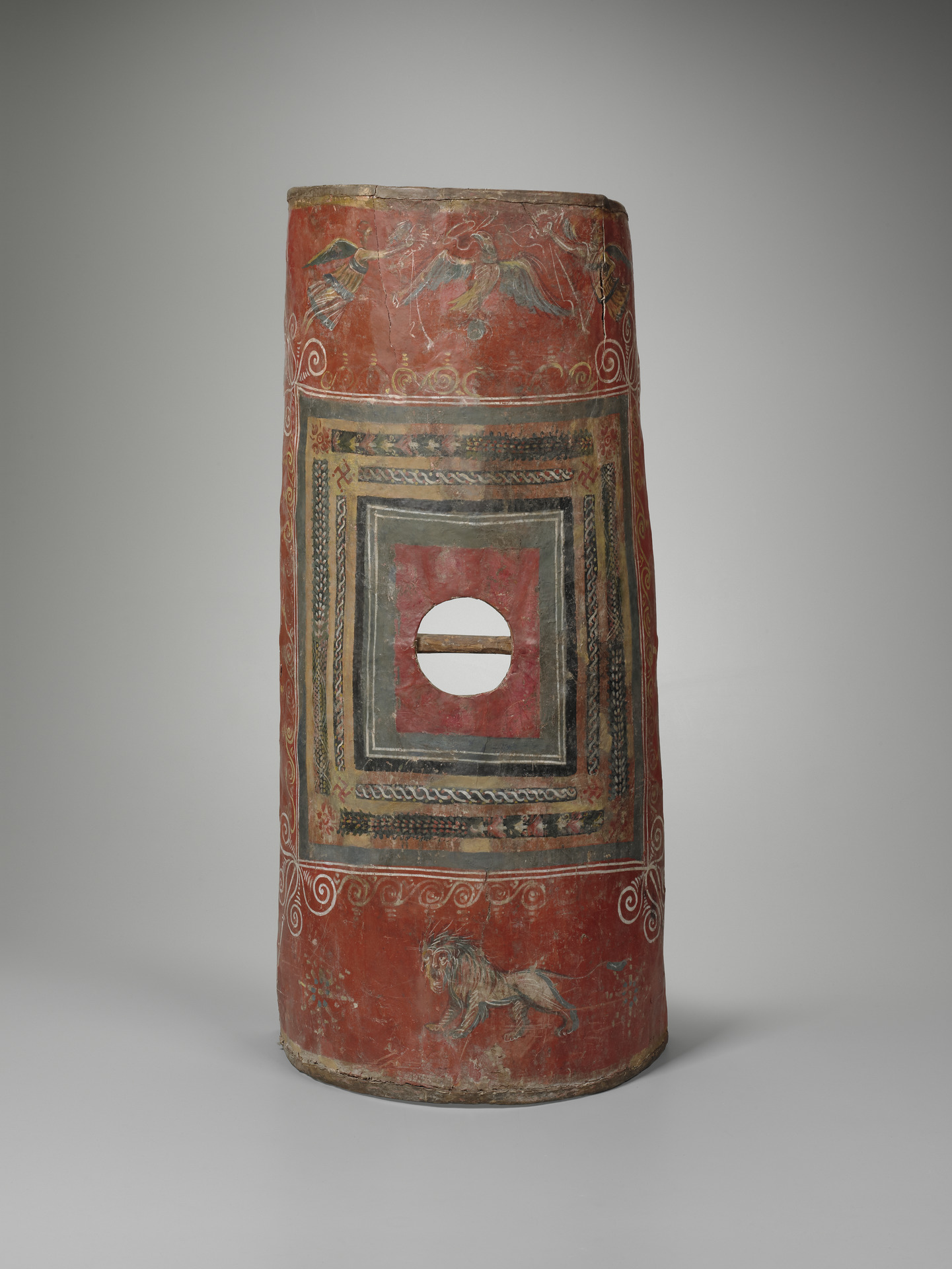
سپری که در روم باستان توسط ایتالیایی‌ها استفاده می‌شد.

از زمان سلطنت سپتیموس سوروس به بعد، لژیونر رومی به تدریج برتری خود را از دست داد. دلایل متعددی برای این کاهش وجود داشت، اما همه به تخریب تدریجی وفاداری و/یا نظم و انضباط اشاره داشتند. سپتیموس سِروس، شاید ناخواسته، هنگامی که لژیونرهای خود را با پرداخت پول و کمک‌های خیرخواهانه مجذوب کرد، این زوال را آغاز کرد، این کار با این تشخیص انجام می‌گرفت که می‌فهمید آنها کلید او برای شاهنشاهی و ماندن بودند. با این حال، این برای نظم لژیونرها مضر افتاد، چه که آنها انتظار داشتند پاداشهای بیشتری از امپراتوران خود دریافت کنند.
در زمان کاراکالا، جانشین سپتیمیوس سیوروس، همه آزادگان امپراتوری روم شهروند روم شدند. تمایز بین نیروهای کمکی و لژیونرها به‌طور مؤثر پاک شد.
همزمان با گسترش مداوم ارتش روم، کاهش کیفیت لژیونر رومی بیشتر عیان می‌شد.
در طول بحران قرن سوم، با تحریکات و تهدیداتی که در مرزهای طولانی امپراتوری روم بود، ارتش متحرک‌تری لازم شد. به همین ترتیب، سواره نظام برای پاسخگویی به چالش‌های مختلف امپراتوری ضروری شد. به همین دلیل، پیاده‌نظام سنگین روم بیشتر از سلطه محو شد. تا قرن چهارم پیاده‌نظام روم فاقد زره بدنه لژیونر کلاسیک بود و از دارت استفاده می‌کرد تا ستون پیشینیان.